# Placówka Straży Celnej „Tyłowo”

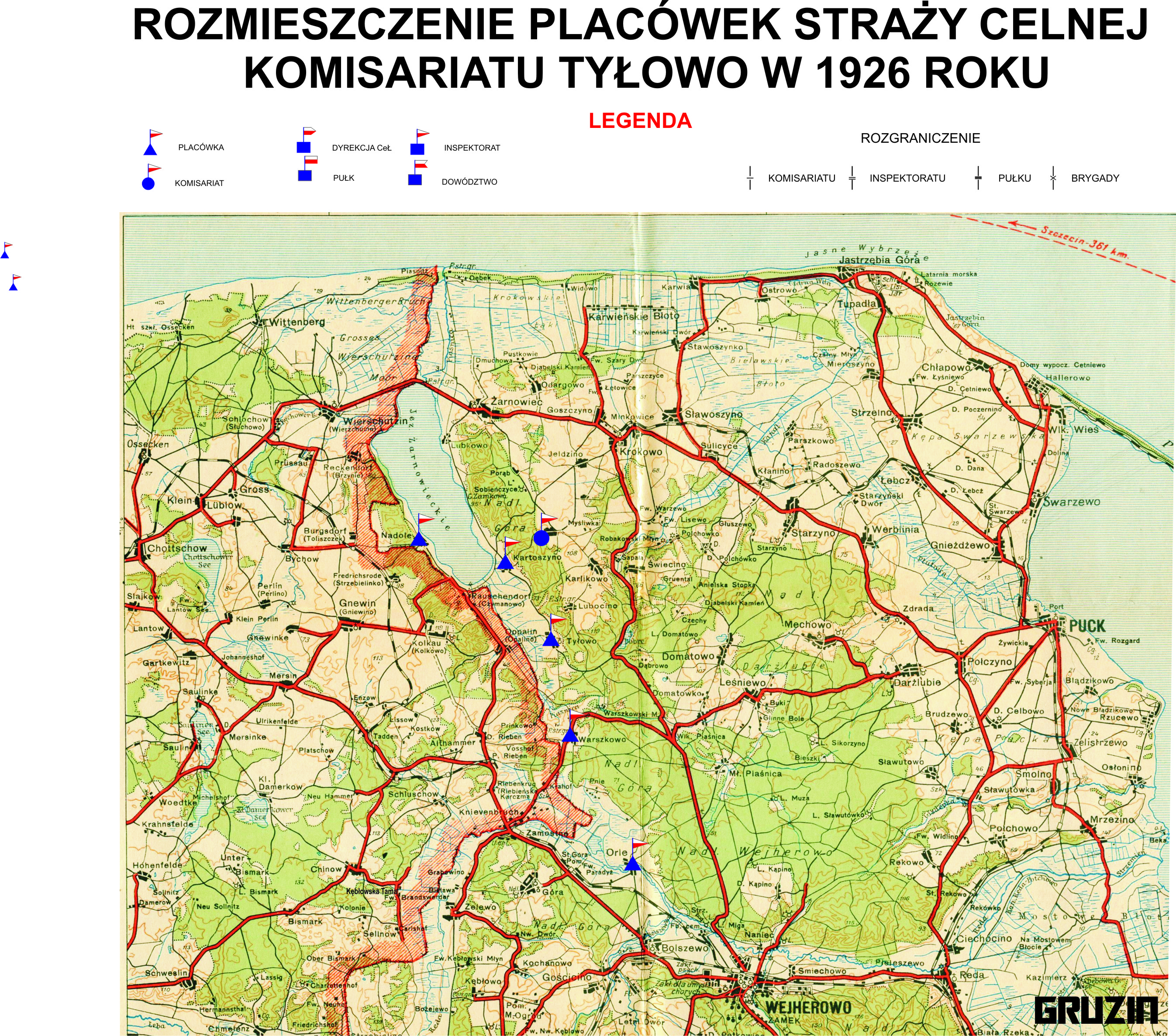
Komisariat Tylowo

Placówka Straży Celnej „Tyłowo” – jednostka organizacyjna Straży Celnej pełniąca w okresie międzywojennym służbę ochronną na granicy polsko-niemieckiej.

## Formowanie i zmiany organizacyjne
Na wniosek Ministerstwa Skarbu, uchwałą z 10 marca 1920 roku, powołano do życia Straż Celną. Jednostki Straży Celnej rozpoczęły przejmowanie odcinków granicy od pododdziałów Batalionów Celnych. W 1921 roku w Górze stacjonował sztab 4 kompanii 19 batalionu celnego. 4 kompania celna wystawiła między innymi placówkę w Tyłowie. Proces tworzenia Straży Celnej trwał do końca 1922 roku. Placówka Straży Celnej „Tyłowo” weszła w podporządkowanie komisariatu Straży Celnej „Tyłowo” z Inspektoratu SC „Wejherowo”.
W drugiej połowie 1927 roku przystąpiono do gruntownej reorganizacji Straży Celnej. W praktyce skutkowało to rozwiązaniem tej formacji granicznej. Ochronę północnej, zachodniej i południowej granicy państwa przejęła powołana z dniem 2 kwietnia 1928 roku Straż Graniczna. W strukturach nowo powstałej formacji nie odtworzono placówki „Tyłowo”.

## Służba graniczna
Sąsiednie placówki
- placówka Straży Celnej „Kartoszyno” ⇔ placówka Straży Celnej „Warszkowo” – 1926[9]

## Funkcjonariusze placówki
Kierownicy placówki
| stopień    | imię i nazwisko, numer     | okres pełnienia służby | kolejne stanowisko |
| ---------- | -------------------------- | ---------------------- | ------------------ |
| przodownik | Władysław Stachowiak (858) | był w 1926             |                    |

Obsada personalna placówki w 1926:
- przodownik Władysław Stachowiak (858)
- strażnik Jan Przybylski (982)
- strażnik Franciszek Wyrwantowicz (914)
- strażnik Władysław Kamiński (523)
- strażnik Alojzy Wojciechowski (3094)
- strażnik Ignacy Nawra (3341)